# Bankhaus Gebrüder Molenaar
Das Bankhaus Gebrüder Molenaar wurde im Jahre 1812 als erstes Krefelder Bankgeschäft gegründet. Allerdings war die Bedeutung der Krefelder Wirtschaft damals nicht so groß, dass der Gewinn aus dem Bankgeschäft, ausgereicht hätte. So wurden Spedition und Handel in Kommission zusätzlich betrieben. Die Lage besserte sich erst mit dem Aufschwung der Krefelder Textilindustrie und der wachsenden Industrialisierung des Rheinlandes.
1815 trat Hermann von Beckerath, der später bekannte Krefelder Politiker, als Lehrling in die Bank ein und stieg dort rasch bis zum Teilhaber (1833) auf. Am 10. Januar 1870 wird die Firma Gebrüder Molenaar in eine Kommanditgesellschaft umgewandelt. Sechs Jahre später, am 8. August 1876, wurde die „A. Molenaar Co. Commanditgesellschaft auf Actien“ eingetragen. In dieser Form arbeitete das Bankhaus Molenaar bis zum Jahre 1904. Dann ging diese älteste Krefelder Bank auf die inzwischen in Krefeld errichtete Niederlassung der Bergisch Märkischen Bank über.
Der wirtschaftliche Aufschwung der 1830er Jahre gab dem Mitinhaber Hermann von Beckerath Veranlassung sich selbständig zu machen und am 15. August 1838 das zweite Krefelder Bankgeschäft von Beckerath-Heilmann zu gründen. In diesem wurde von 1861 an sein Schwiegersohn Adolf von Randow Mitgesellschafter. Kommanditistin war von der Gründung an der Kommerzienrat Conrad Wilhelm von der Leyen. Nach seinem Ausscheiden (1863) wurde die Firma Offene Handelsgesellschaft (OHG). Am 1. Januar 1861 trat Julie Jentges in die Firma als Kommanditistin ein. Persönlich haftende Gesellschafter waren von dieser Zeit an die Eheleute von Randow. Nach einer gewissen Blütezeit führte der Ausfall eines größeren Kredites zur Liquidation des Bankhauses „von Beckerath-Heilmann“ am 8. August 1901. Auch sie wurde von der Bergisch Märkischen Bank übernommen.

## Quelle
- Crefelder Journal vom 14. Mai 1870
- Zeitschrift "Die Heimat", Jg. 1940 ff.